# Leonard Goldberg
Pour les articles homonymes, voir Goldberg.
Ne doit pas être confondu avec Leonard S. Goldberg.
Leonard J. Goldberg (né le 24 janvier 1934 à New York et mort le 4 décembre 2019 à Los Angeles) est un producteur de cinéma et de télévision américain. 

## Biographie
En tant que producteur de télévision, Leonard Goldberg est connu pour avoir produit des téléfilms reconnus et qui ont remporté des prix, dont Brian´s Song, lauréat d'un Peabody Award (1971) et L'Enfant bulle (The Boy in the Plastic Bubble, en 1976) ; ce dernier téléfilm a contribué à lancer la carrière cinématographique de John Travolta. Il a également produit des séries  télévisées à succès en partenariat avec Aaron Spelling : Drôles de dames, Pour l'amour du risque (Hart to Hart), Starsky et Hutch, L'Île fantastique et Family. Il a produit le film WarGames (1983), nommé aux Oscars, ainsi que la comédie La chouette équipe se révolte (The Bad News Bears in Breaking Training). 
Il a également produit le film télévisé Something About Amelia, primé aux Emmy Awards, qui a été diffusé sur ABC en 1984. Il s'agit de l'un des films télévisés les mieux cotés de l'année, regardé par environ 60 à 70 millions de personnes. 
Leonard Goldberg a été président de la 20th Century Fox, au cours de laquelle le studio a produit des films à succès salués comme Broadcast News, Big, Piège de cristal, Wall Street et Working Girl. Sous sa propre bannière, Leonard Goldberg a produit les films à succès WarGames, Les Nuits avec mon ennemi, Double Jeu et Charlie's Angels. Plus récemment, il a produit Sans identité, avec Liam Neeson, Diane Kruger, January Jones et Frank Langella, sorti en salles en février 2011.
Il a une étoile sur le Walk of Fame à Hollywood au 6901 Hollywood Boulevard et a été intronisé au Temple de la renommée de l'Académie des arts et des sciences de la télévision en 2007. Il était membre du temple de Wilshire Boulevard. 
Goldberg a siégé au conseil d'administration de CBS de 2007 à 2018.

### Vie privée et mort
En 1972, Leonard Goldberg a épousé Wendy Howard. Il avait une fille, Amanda Erin Goldberg, et deux beaux-fils, Richard Mirisch et John A. Mirisch.
Leonard Goldberg est décédé au centre médical Cedars-Sinai de Los Angeles le 4 décembre 2019, à la suite de blessures subies lors d'une chute. Il avait 85 ans,.

## Filmographie

### Cinéma
- 1974 : Les Flambeurs (California Split) de Robert Altman
- 1976 : Baby Blue Marine (en) de John D. Hancock
- 1977 : The Bad News Bears in Breaking Training de Michael Pressman
- 1981 : La Vie en mauve (All Night Long) de Jean-Claude Tramont
- 1983 : Jeux de guerre (WarGames) de John Badham
- 1986 : Cap sur les étoiles (SpaceCamp) d'Harry Winer
- 1991 : Les Nuits avec mon ennemi (Sleeping with the Enemy) de Joseph Ruben
- 1992 : Monsieur le député (The Distinguished Gentleman) de Jonathan Lynn
- 1993 : Aspen Extreme de Patrick Hasburgh
- 1999 : Double jeu (Double Jeopardy) de Bruce Beresford
- 2000 : Charlie et ses drôles de dames (Charlie's Angels) de McG
- 2003 : Charlie's Angels : Les Anges se déchaînent ! (Charlie's Angels : Full Throttle) de McG
- 2019 : Charlie's Angels d'Elizabeth Banks

### Télévision
- 1975-1979 : Starsky et Hutch (Starsky & Hutch) (série télévisée)
- 1975-1981 : Drôles de dames (Charlie's Angels) (série télévisée)
- 2011 : Charlie's Angels (série télévisée)